# غولد سكايز (أغنية)
غولد سكايز (بالإنجليزية: Gold Skie)‏ هي أغنية للمنتج الهولندي للموسيقى الإلكترونية ودي جي ساندر فان دورن، ودي جي الهولندي ومنتج التسجيلات مارتن غاركس والثنائي الكندي دي في بي بي إس، ومن غناء المغنية الكندية أليسيا. صدرت كتحميل رقمي في 2 يونيو 2014 على بيتبورت وفي 16 يونيو 2014 على آي تيونز. ودخلت الأغنية في تصنيف بلجيكا للأغاني، أما بالنسبة للإنتاج فكانت بواسطة ساندر فان دورن ومارتن غاركس ودي في بي بي إس وأليسيا مجتمعين.

## التصنيفات الأسبوعية
| التصنيف (2014)                                  | المراكز |
| ----------------------------------------------- | ------- |
| Belgium (أولتراتوب Flanders)                    | 60      |
| Belgium (أولتراتوب Wallonia)                    | 68      |
| France (سنديكا ناسيونال دي ليديسيون فونوغرافيك) | 183     |
| Netherlands (دتش توب 40)                        | 33      |
| Scotland (شركة الجداول الرسمية)                 | 19      |
| UK Singles (The Official Charts Company)        | 49      |
| UK Dance (The Official Charts Company)          | 12      |